# 民主左翼党 (土耳其)
民主左翼党（土耳其語：Demokratik Sol Parti，缩写为DSP）是土耳其的一个政党，成立于1985年11月14日。
1980年的军事政变后，共和人民党领导人比伦特·埃杰维特被禁止政治生活，1985年11月14日由其妻子拉赫珊·埃杰维特出面成立民主左翼党，比伦特·埃杰维特在幕后控制。1987年全民公投之后，比伦特·埃杰维特的政治禁令解除，出任民主左翼党领袖。
1988年，内杰代特·卡拉巴巴当选为新党魁。第二年，埃杰维特在党的大会上再次当选为党主席。两年后的1991年，民主左翼党获得了10.75%的选票，占有议会7个席位。这也意味着埃杰维特在11年之后回到议会。
1995年12月的选举，DSP赢得了76个议会席位，1997年DSP加入梅苏特·耶尔马兹的联合政府，埃杰维特担任副总理。1998年联合政府倒台，埃杰维特被授权组建一个新的政府。他成立了一个少数党政府，1999年4月全国大选中DSP赢得了22,19%的选票和550个议会席位中的136个。埃杰维特政府得以继续执政。
2004年7月25日第六届党代会之前，埃杰维特宣布他将辞去党魁和退出政治活动。副主席泽基·塞泽尔被选为新的党主席。
2007年的选举中DSP与共和人民党（CHP）组成政治联盟，赢得了20.85%的选票，DSP得到13个议会席位。
2009年地方选举DSP只获得2.75%的选票，泽基·塞泽尔辞职，马苏姆·图克尔接任。

## 领袖
- 拉赫桑·埃杰维特（1985年–1987年）
- 比伦特·埃杰维特（1987年–1988年）
- 内杰代特·卡拉巴巴（1988年–1989年）
- 比伦特·埃杰维特（1989年–2004年）
- 泽基·塞泽尔（2004年–2009年）
- 马苏姆·图克尔（2009年- ）

拉赫桑·埃杰维特和比伦特·埃杰维特DSP荣誉主席.

## 着名成员
著名的成员和前成员包括：
- 比伦特·埃杰维特，创建者
- 内杰代特·卡拉巴巴（Necdet Karababa），前政党领袖
- 拉赫桑·埃杰维特（Rahşan Ecevit），创始人
- 泽基·塞泽尔（Zeki Sezer），前政党领袖
- 马苏姆·图克尔（Masum Türker），现政党领袖
- 耶尔马兹·比于克森（Yılmaz Büyükerşen），埃斯基谢希尔市长
- 穆斯塔法·萨里居尔（Mustafa Sarıgül），伊斯坦布尔Şişli区市长
- 塞义特·托伦（Seyit Torun），奥尔杜市长
- 萨费特·巴沙兰（Saffet Başaran），临时党的领导人

### 大选
- 1986年选举：8.5%
- 1987年选举：8.53%
- 1991年选举：10.8%, 7席
- 1995年选举：14.64%, 76席
- 1999年选举：22.19%, 136席
- 2002年选举：1.22% 无
- 2007年选举：20.85%*, 13 seats. *DSP与CHP2007年组成了一个联盟，联盟得到了20.85%的总投票.
- 2011年选举：0.25% 无

### 地方选举
- 1989年选举：9.09%, 37 自治市
- 1994年选举：8.93%, 23 自治市
- 1999年选举：19.28%, 189 自治市
- 2004年选举：2.18%, 32 自治市
- 2009年选举：2.75%, 12 自治市